# Фудзиока, Хироси
Фудзиока Хироси (яп. 藤岡 弘、 Фудзиока Хироси,) — японский актёр. Родился 19 февраля 1946 года. При рождении носил имя «Фудзиока Кунихиро»(яп. 藤岡 邦弘). Снимался в таких фильмах, как «Наездник в маске» (в роли Хонго Такэси) и «Весь мир, кроме Японии, тонет» (в роли командующего силами самообороны Японии Исиямы Синдзабуро), «Небесный самурай» (яп. 大空のサムライ)  (в роли летчика Сабуро Сакаи).
В конце своего имени Фудзиока добавляет запятую (、). В интервью он сказал, что это символизирует то, что ему еще многого предстоит достичь.